# Qualificazioni alla Coppa del Mondo di rugby 2003
Le qualificazioni alla Coppa del Mondo di rugby 2003 si tennero tra il 2000 e il 2003 e videro la partecipazione di 80 squadre nazionali che si affrontarono in tornei di qualificazione su base geografica.
Dopo la parentesi del 1999, l'International Rugby Board, complice l'innalzamento del numero delle squadre partecipanti da 16 a 20, tornò ad ammettere automaticamente otto squadre alla Coppa del 2003, per la precisione le quartifinaliste del 1999 e cioè Australia (campione uscente), Francia (finalista), Sudafrica e Nuova Zelanda (semifinaliste), Argentina, Galles, Inghilterra e Scozia (quartifinaliste sconfitte).
Le qualificazioni dovettero quindi esprimere dodici squadre, quattro delle quali dall'Europa, due ciascuna dalle Americhe e dall'Oceania, una ciascuna dall'Africa e dall'Asia e ulteriori due dai ripescaggi cui ogni continente inviò la prima delle non classificate direttamente.
Ogni zona continentale adottò proprî criterî di selezione — nel caso di Africa, Americhe ed Europa utilizzando anche i rispettivi campionati continentali — che furono alla base anche della relativamente lunga durata delle selezioni, più di due anni e mezzo tra la prima partita delle qualificazioni e l'ultimo incontro di ripescaggio.
Alle qualificazioni africane parteciparono 11 squadre, a quelle americane 17, a quelle asiatiche 11, alle oceaniane 9 e a quelle europee 32: fecero parte del torneo di qualificazione due edizioni di Africa Cup, due di Coppa Europa, un campionato centroamericano e un sudamericano.
Ai ripescaggi furono destinate 5 squadre, ridotte a 4 dopo uno spareggio preliminare, e furono l'ultimo atto delle qualificazioni, in quanto si tennero tra marzo e aprile 2003, a poco più di 6 mesi dall'inizio della competizione.

## Criteri di qualificazione
- Africa (1 qualificata, 1 ai ripescaggi): 11 squadre parteciparono alle gare di qualificazione, ripartite su due turni. Il primo turno fu la seconda divisione della Coppa d'Africa 2001 cui presero parte sei squadre; la vincitrice di tale divisione si aggiunse alle altre cinque che disputarono la prima divisione della Coppa d'Africa 2002 e dalle quali uscirono le squadre qualificate: la campione d'Africa 2002 prese parte direttamente alla Coppa del Mondo, la finalista sconfitta fu destinata ai ripescaggi[2].
- Americhe (2 qualificate, 1 ai ripescaggi): 17 squadre, ripartite su quattro turni, si affrontarono per decidere due Nazionali da qualificare direttamente e una da destinare ai ripescaggi. Il primo turno coincise con il campionato caraibico 2001 e il Sudamericano "B" 2002[2]; il secondo turno fu lo spareggio tra le due squadre campioni di detti tornei; il terzo turno fu un girone all'italiana che comprendeva, oltre alla qualificata dal secondo turno, anche la seconda e la terza miglior classificata del Sudamericano "A" 2002 a parte l'Argentina, già qualificata; infine, il quarto turno fu un ulteriore girone all'italiana che comprendeva Canada, Stati Uniti, la miglior qualificata del Sudamericano "A" 2002 (ancora, dopo l'Argentina) e la squadra qualificata dal terzo turno. Le migliori due di tali girone accedettero alla Coppa del Mondo, la terza classificata ai ripescaggi[2].
- Asia (1 qualificata, 1 ai ripescaggi): 11 squadre su tre turni di qualificazione: al primo turno presero parte 9 squadre ripartite in tre gironi da tre; la vincente di ogni girone si qualificò al secondo turno a formare un altro girone dal quale uscì la qualificata al terzo turno, che si unì a Giappone e Corea del Sud già ammessevi; la vincitrice di tale ulteriore girone fu la qualificata alla Coppa del Mondo, la seconda fu destinata ai ripescaggi[2].
- Europa (4 qualificate, 1 ai ripescaggi): il torneo di qualificazione europeo, che riguardò 32 squadre, ebbe come base la seconda divisione del campionato d'Europa 2000-01, che fu il primo turno delle qualificazioni, e la prima e la seconda divisione del campionato europeo 2001-02, che destinarono diverse squadre sia al terzo che al quarto turno. A tale ultimo turno furono ammesse di diritto Irlanda e Italia alla testa di due gironi che comprendevano ciascuno una qualificata diretta dal secondo turno e una dal terzo turno. La classifica aggregata dei due gironi fornì l'ordine di qualificazione delle prime quattro qualificate europee alla Coppa del Mondo; le ultime due squadre furono destinate allo spareggio per accedere ai ripescaggi[2], spareggio poi rivelatosi inutile visto la squalifica di una delle due squadre[3].
- Oceania (2 qualificate, 1 ai ripescaggi): il torneo di qualificazione oceaniano fu ripartito in due livelli, uno ― chiamato "Girone Élite" ― che riguardò le tre migliori squadre del continente, ovvero Figi, Samoa e Tonga e che espresse due qualificate direttamente alla Coppa[2], e un altro che riguardò sei squadre divise in due gironi geografici, Est e Ovest: le vincitrici dei due gironi si incontrarono per decidere la squadra che avrebbe spareggiato con la terza del girone Élite; la vincitrice di tale ulteriore confronto fu quella che fu destinata ai ripescaggi interzona[2].
- Ripescaggi (2 qualificate): 5 squadre (una per zona) si incontrarono su due turni di qualificazione a eliminazione diretta; il primo turno fu di fatto un preliminare tra due squadre per portare a quattro le contendenti al secondo turno, in cui le squadre accoppiate si incontrarono in doppia gara; le due squadre vincitrici dei rispettivi confronti furono le qualificate alla Coppa del Mondo[2].

## Schema delle qualificazioni
| Fase                  | Africa               | Americhe                                                | Asia                    | Europa                                                                              | Oceania                                             | Ripescaggi |
| --------------------- | -------------------- | ------------------------------------------------------- | ----------------------- | ----------------------------------------------------------------------------------- | --------------------------------------------------- | --- |
| Qualificate d'ufficio | - Sudafrica          | - Argentina                                             |                         | - Galles - Inghilterra - Francia - Scozia                                           | - Australia - Nuova Zelanda                         | |
| Schema qualificazioni | - 1ª Africa Cup 2002 | - 1º girone finale Americhe - 2º girone finale Americhe | - 1º girone finale Asia | - 1º girone A Europa - 1º girone B Europa - 2º girone A Europa - 2º girone B Europa | - 1º girone Élite Oceania - 2º girone Élite Oceania | Due squadre tra: - 2ª Africa Cup 2002 - 3º girone finale Americhe - 2º girone finale Asia - Vincente spareggio europeo - Vincente spareggio oceaniano |

## Africa

### Verdetto
- Namibia: qualificata alla Coppa del Mondo per la zona Africa
- Tunisia: al primo turno dei ripescaggi interzona

## Americhe

### Verdetto
- Canada: qualificata alla Coppa del Mondo come prima squadra americana
- Uruguay: qualificata alla Coppa del Mondo come seconda squadra americana
- Stati Uniti: al secondo turno dei ripescaggi interzona

## Asia

### Verdetto
- Giappone: qualificata alla Coppa del Mondo per la zona Asia
- Corea del Sud: al secondo turno dei ripescaggi interzona

## Europa

### Verdetto
- Irlanda: qualificata alla Coppa del Mondo come prima squadra europea
- Italia: qualificata alla Coppa del Mondo come seconda squadra europea
- Georgia: qualificata alla Coppa del Mondo come terza squadra europea
- Romania: qualificata alla Coppa del Mondo come quarta squadra europea
- Spagna: al primo turno dei ripescaggi interzona

## Oceania

### Verdetto
- Figi: qualificata alla Coppa del Mondo come prima squadra oceaniana
- Samoa: qualificata alla Coppa del Mondo come seconda squadra oceaniana
- Tonga: al secondo turno dei ripescaggi interzona

## Ripescaggi
La Spagna, ripescata della zona europea dopo la squalifica della Russia che aveva vinto gli spareggi ma aveva presentato in squadra tre giocatori stranieri non in regola con le norme sull'assimilabilità, affrontò e sconfisse in gara unica la Tunisia nel turno preliminare di ripescaggio e si unì a Stati Uniti, Corea del Sud e Tonga.
Lo spareggio per la prima ripescata fu proprio tra la citata Spagna e gli Stati Uniti; a Madrid i nordamericani ipotecarono la qualificazione vincendo 62-13 e, nel ritorno a Fort Lauderdale, completarono la pratica vincendo 58-13, divenendo così la diciannovesima qualificata alla Coppa del Mondo.
La ventesima qualificata fu Tonga, che si impose sulla Corea del Sud in maniera anche più netta, con un 194-0 complessivo in due incontri, frutto di un 75-0 a Seul e addirittura 119-0 al ritorno a Nukuʻalofa, frutto di 17 mete, tutte trasformate.
|  | Primo turno | Primo turno | Primo turno |  |  | Secondo turno | Secondo turno | Secondo turno | Secondo turno | Secondo turno |  |
|  |             |             |             |  |  |               |               |               |               |               |  |
|  | Spagna      | Spagna      | 33          |  |  |               |               |               |               |               |  |
|  | Tunisia     | Tunisia     | 16          |  |  | Spagna        | Spagna        | 13            | 13            | 26            |  |
|  |             |             |             |  |  | Stati Uniti   | Stati Uniti   | 62            | 58            | 120           |  |
|  |             |             |             |  |  |               |               |               |               |               |  |
|  |             |             |             |  |  |               |               |               |               |               |  |
|  |             |             |             |  |  | Corea del Sud | Corea del Sud | 0             | 0             | 0             |  |
|  |             |             |             |  |  | Tonga         | Tonga         | 75            | 119           | 194           |  |

### Primo turno di ripescaggio
| Valence-d'Agen 15 marzo 2003 | Spagna      | 33 – 16 | Tunisia | \| Arbitro: \| David Lewis \| |
| Arbitro:                     | David Lewis |         |         |                               |

### Secondo turno di ripescaggio
| Arbitro: | Andy Turner |

|  |      |                                                                              |
|  | mt   | S. Afeaki (2) Hala Hola Lea'aetoa Martens (2) Naufahu Pulu Taukafa Tulia (2) |
|  | tr   | Hola (4) Palu (2)                                                            |
|  | c.p. | Hola                                                                         |

| Arbitro: | Kelvin Deaker |

|                                                                                                 |    |  |
| I. Afeaki Hala Hola (2) Kivalu (4) Martens Naufahu Ngauamo Palu Taukafa (2) Tulia (2) 'Ulufonua | mt |  |
| Hola (17)                                                                                       | tr |  |

| Arbitro: | Donal Courtney |

|             |      |                                                   |
| Nava        | mt   | Cross (2) Fee (2) Hodges MacDonald v. Zyl Wilfley |
| Kovalenko   | tr   | Hercus (5)                                        |
| Cascara (2) | c.p. | Hercus (4)                                        |

| Arbitro: | Pablo DeLuca |

|                                           |      |                     |
| Eloff (2) Fee (2) Hodgson (2) Lyle v. zyl | mt   | Monreal Izquierdo   |
| Hercus (6)                                | tr   | Kovalenko           |
| Hercus (2)                                | c.p. | Kovalenko Cifuentes |

### Verdetto
- Stati Uniti: qualificata alla Coppa del Mondo come prima squadra ripescata
- Tonga: qualificata alla Coppa del Mondo come seconda squadra ripescata

## Quadro generale delle qualificazioni
| Fase                  | Africa      | Americhe           | Asia       | Europa                                    | Oceania                     | Ripescaggi            |
| --------------------- | ----------- | ------------------ | ---------- | ----------------------------------------- | --------------------------- | --------------------- |
| Qualificate d'ufficio | - Sudafrica | - Argentina        |            | - Galles - Inghilterra - Francia - Scozia | - Australia - Nuova Zelanda |                       |
| Schema qualificazioni | - Namibia   | - Canada - Uruguay | - Giappone | - Irlanda - Italia - Romania - Georgia    | - Figi - Samoa              | - Stati Uniti - Tonga |